# Sgurr a' Ghreadaidh
Sgurr a' Ghreadaidh är ett berg i Storbritannien.   Det ligger i kommunen Highland och riksdelen Skottland, i den nordvästra delen av landet, 700 km nordväst om huvudstaden London. Toppen på Sgurr a' Ghreadaidh är 973 meter över havet. Sgurr a' Ghreadaidh ligger på ön Skye. Det ingår i Cuillin Hills.
Terrängen runt Sgurr a' Ghreadaidh är huvudsakligen kuperad.